# Bohumír Černohorský
Bohumír Černohorský (13. července 1903, Rakovník – 15. července 1942, Mauthausen, Rakousko) byl československý voják, protinacistický odbojář a příslušník vedení Obrany národa.

## Mládí
Narodil se 13. července 1903 v Rakovníku v rodině krejčovského mistra. V roce 1921 maturoval na vyšší reálce v Rakovníku a již 5. srpna 1921 nastoupil po dobrovolném odvodu k berounskému pěšímu pluku. Od září téhož roku nastoupil jako frekventant Válečné akademie v Hranicích. Akademii dokončil 11. srpna 1923 a krátce na to byl povýšen do hodnosti poručíka a odeslán k dělostřeleckému pluku v Banské Bystrici. Po absolvování dělostřelecké školy v Olomouci sloužil na útvarech v Kostelci nad Labem, Staré Boleslavi a Brandýse nad Labem. Poté absolvoval různé kurzy pro spojovací vojsko a koncem roku 1928 automobilní kurz pro důstojníky dělostřelectva.

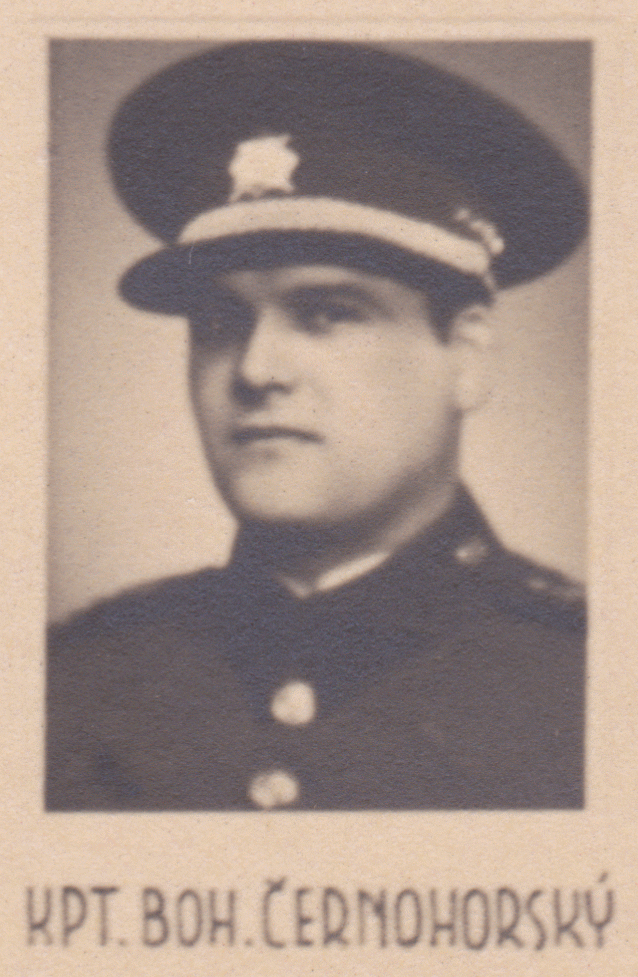
V hodnosti kapitána na tablu absolventů Válečné školy v Praze v roce 1934

1. října 1931 se stal posluchačem Válečné školy v Praze a v té době byl také povýšen na kapitána. Poté, co v létě 1934 ukončil VŠV, nastoupil na velitelství 3. divize v Litoměřicích. Zde do roku 1936 působil v různých štábních funkcích. Po absolvování plynového kurzu v Olomouci působil jako velitel skupiny pro plynové školy. Od podzimu 1937 do 19. dubna 1938 působil na Vysoké škole válečné v Praze (již v hodnosti majora) jako profesor pro výuku o chemických bojových látkách. Poté působil do 26. září téhož roku jako důstojník generálního štábu při I. sboru v Praze. Za mobilizace na podzim 1938 byl přidělen k 3. oddělení I. armády v Kutné Hoře. Poté působil u 2. oddělení štábu ZVV v Praze a od 31. ledna 1939 v HŠ MNO jako důstojník oddělení branné výchovy.

## Po okupaci
Po německé okupaci a rozpuštění československé branné moci absolvoval kurz živnostensko-obchodní komory a nastoupil jako společník hlavního skladu tabáku na Kladně. Zároveň byl zapojen do odboje a působil ve vedení Obrany národa, kde se podílel na vytváření Zemských velitelství Obrany národa v Čechách a na Moravě. Podařilo se mu vyhnout velkému zatýkání v řadách vojenského odboje na přelomu let 1939 a 1940. Zatčen byl 2. září 1941. Držen byl v pankrácké věznici, kde byl mučen při výsleších gestapa. Na podzim 1941 byl odeslán do koncentračního tábora Mauthausen, kde byl 15. července 1942 zavražděn.

## Po válce
V roce 1946 byl in memoriam povýšen do hodnosti podplukovníka a v roce 1948 do hodnosti plukovníka. Jeho jméno se nachází na Pomníku padlým a popraveným absolventům VŠV v Praze před MNO a na Pamětní desce na budově GŠ AČR v Praze.
Jeho symbolický hrob se nachází na Městském hřbitově v Rakovníku.

## Vyznamenání
- Československý válečný kříž 1939